# SpongeBob HeroPants
SpongeBob HeroPants é um jogo de ação-aventura baseado na série televisiva de sucesso, Bob Esponja Calça Quadrada . Ela foi anunciada em um comunicado de imprensa com um trailer em 06 de janeiro de 2015, e que será lançado no dia 03 de fevereiro de 2015 na América do Norte e em março de 2015, a Europa para o Nintendo 3DS , PlayStation Vita e Xbox 360.

## Enredo
A trama do jogo se passa logo após os eventos do filme Sponge Out of Water, que estreou em 6 de fevereiro de 2015 nos Estados Unidos e em 27 de março de 2015 no Reino Unido. No jogo, os sonhos de Bob Esponja criam vida, alterando o próprio tecido do tempo e do espaço. Os jogadores irão progredir através de manifestações alternativas de Bikini Bottom, na tentativa de reparar a mente de Bob Esponja. Para restabelecer a ordem, os jogadores terão de empregar as superpotências únicas de seis personagens jogáveis - Bob Esponja, Patrick , Lula Molusco , Sandy , Sr. Siriguejo e Plankton - para resolver  desafios, batalhar contra inimigos, e desbloquear novas áreas. Além do combate e exploração de plataformas, o jogo apresenta puzzles, batalhas, skillsets atualizáveis, e uma infinidade de itens escondidos para descobrir. Uma Exclusividade para a versão Xbox 360 é que os jogadores serão capazes de tirar proveito do drop-in/drop-out de quatro pessoas em jogo cooperativo local.